# Вітолін Максим Іванович
Максим Іванович Вітолін (1881, Курляндська губернія, тепер Латвія — ?) — радянський діяч органів держбезпеки, голова Маріупольського міськвиконкому, член ВУЦВК 10-го скликання.

## Життєпис
Народився в робітничій родині. Освіта початкова.
Член РКП(б) з 1918 року.
З 1919 року — у Всеросійській надзвичайній комісії (ВЧК). Служив начальником особливого відділу 22-ї стрілецької дивізії РСЧА.
З 15 серпня по 18 вересня 1922 року — начальник Кабардино-Балкарського обласного відділу ДПУ.
З 30 вересня по грудень 1922 року — начальник Терського губернського відділу ДПУ.
6 вересня 1923 — липень 1924 року — начальник Шепетівського окружного відділу ДПУ.
Від 1 липня по 6 вересня 1924 року —– начальник Таганрозького окружного відділу ДПУ.
6 вересня 1924 — 14 березня 1927 року — начальник Маріупольського окружного відділу ДПУ. 
З березня 1927 по січень 1928 року — голова виконавчого комітету Маріупольської міської ради.
У 1928—1929 роках — начальник Марійського обласного відділу ДПУ.
З вересня 1929 по липень 1930 року —– начальник Пензенського окружного відділу ДПУ.

## Нагороди та відзнаки
- орден Червоного Прапора (1922)